# Equipe indiana na Copa Davis
A equipe indiana na Copa Davis representa a Índia na Copa Davis, principal competição de tênis masculina por equipes do mundo. É administrada pela All India Tennis Association.